# Straßenhund

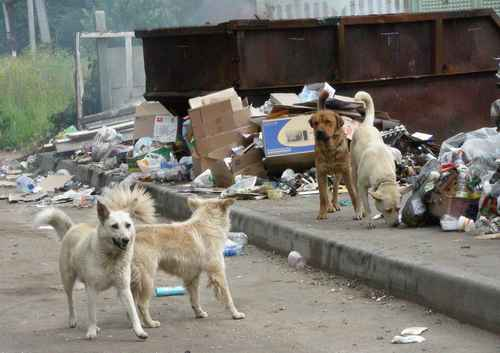
Streunende Hunde in Moskau (2006)

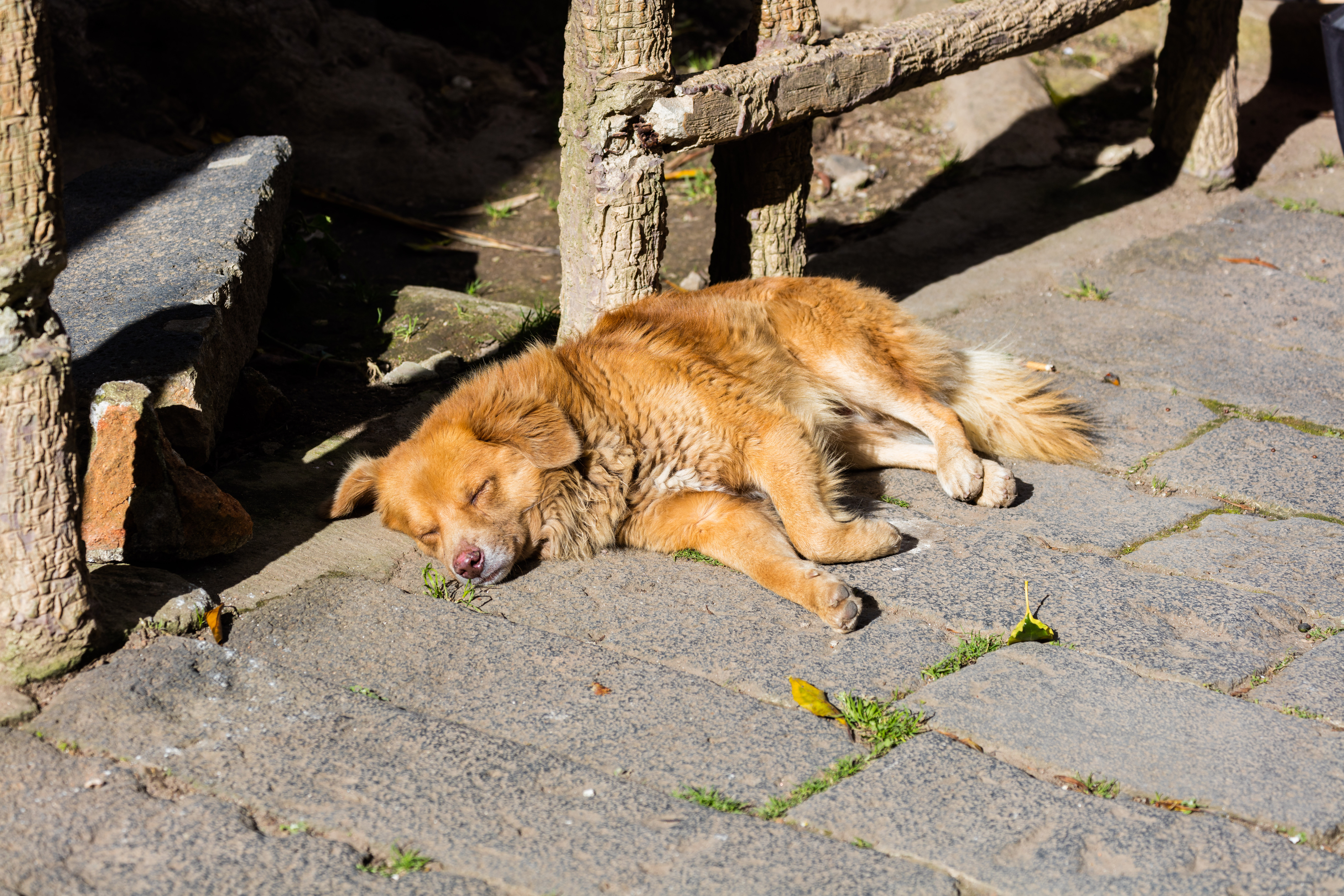
Sich sonnender Straßenhund

Die Skulptur von „Maltschik“ in Moskau – Denkmal für einen Straßenhund

Als Straßenhunde, Streuner oder Straßenköter werden herrenlose Hunde bezeichnet, die in Städten leben. Straßenhunde kommen in Mitteleuropa kaum vor. In vielen ärmeren und südlichen sowie osteuropäischen Ländern gehören sie jedoch zum Straßenbild. Phänotypisch sind sie sehr unterschiedlich und meist an ihren jeweiligen Lebensraum angepasst. Ein Beispiel dafür sind die Metro-Hunde in Moskau, die sich an das Leben an und in der U-Bahn angepasst haben.

## Problematik
Straßenhunde verursachen in mehreren Bereichen Probleme, weshalb vielerorts große Anstrengungen zur Regulierung der Population unternommen werden:
- Sie stellen ein Reservoir für Infektionskrankheiten und Parasitosen dar, die sowohl andere Hunde als auch den Menschen (Zoonose) befallen können. Außerhalb Europas und Nordamerikas spielen sie eine wichtige Rolle bei der Übertragung der Tollwut („urbane Tollwut“).[2][3] Durch das Streicheln eines Straßenhundes kann es zur Infektion mit Microsporum canis, einem Hautpilz, kommen.[4]
- Sie reagieren zum Teil unberechenbar und sind damit eine Gefahr für den Straßenverkehr und für Passanten durch Bissverletzungen.

Die Bekämpfung des Problems der Straßenhunde ist komplex und problematisch. Sie muss gemäß Empfehlungen der Weltorganisation für Tiergesundheit an die jeweiligen lokalen Gegebenheiten angepasst werden, um Aussicht auf Erfolg zu haben.